# Liste der Einträge im National Register of Historic Places im Russell County (Alabama)
Die Liste der Registered Historic Places im Russell County führt alle Bauwerke und historischen Stätten im Russell County in Alabama auf, die in das National Register of Historic Places aufgenommen wurden.

## Aktuelle Einträge
| Lfd. Nr. | Name                                                 | Bild | Datum der Eintragung | Adresse/Lage | Ort           | ID-Nr.   | Beschreibung                                              |
| -------- | ---------------------------------------------------- | ---- | -------------------- | --- | ------------- | -------- | --------------------------------------------------------- |
| 1        | Apalachicola Fort                                    |      | 15. Okt. 1966        | Address Restricted                                                                                                  | Holy Trinity  | 66000931 | Hat außerdem den Status eines National Historic Landmarks |
| 2        | Bass-Perry House                                     |      | 19. Jan. 1976        | 4 mi. NE of Seale on U.S. 431                                                                                       | Seale         | 76000355 |                                                           |
| 3        | Brooks-Hughes House                                  |      | 3. Nov. 1983         | 1010 Sandfort Rd.                                                                                                   | Phenix City   | 83003477 |                                                           |
| 4        | Brownville-Summerville Historic District             |      | 3. Nov. 1983         | Roughly bounded by 15th and 23rd Sts., and 6th and 11th Aves.                                                       | Phenix City   | 83003479 |                                                           |
| 5        | Floyd-Newsome House                                  |      | 3. Nov. 1983         | 900 22nd St. | Phenix City   | 83004373 |                                                           |
| 6        | Fort Mitchell Historic Site                          |      | 13. Juni 1972        | 0 | Fort Mitchell | 72000178 | Hat außerdem den Status eines National Historic Landmarks |
| 7        | Fort No. 5                                           |      | 6. Mai 1976          | W of Phenix on Opelika Hwy.                                                                                         | Phenix City   | 76000354 |                                                           |
| 8        | Girard High School                                   |      | 3. Nov. 1983         | Sandfort Rd. | Phenix City   | 83003480 |                                                           |
| 9        | Girard Historic District                             |      | 3. Nov. 1983         | Roughly bounded by 8th Pl., 10th St., 5th and 8th Aves.                                                             | Phenix City   | 83003481 |                                                           |
| 10       | Glenn-Thompson Plantation                            |      | 9. Apr. 1980         | S of Pittsview on U.S. 431                                                                                          | Pittsview     | 80000735 |                                                           |
| 11       | Glennville Historic District                         |      | 7. Aug. 1979         | S of Pittsview | Pittsview     | 79000402 |                                                           |
| 12       | Hurtsboro Historic District                          |      | 19. Okt. 2009        | 308-905 Church St., 508 Daniel St., 303-407 Dickinson St., 302-802 Goolsby St., 402-502 Lloyd St., 242-282 Long St. | Hurtsboro     | 09000001 |                                                           |
| 13       | Joel Hurt House                                      |      | 11. Aug. 2005        | Church St. | Hurtsboro     | 05000834 |                                                           |
| 14       | Kid Alley Residential Historic District              |      | 3. Nov. 1983         | 11th Ave. at 9th Pl.                                                                                                | Phenix City   | 83003482 |                                                           |
| 15       | Lower Twentieth Street Residential Historic District |      | 3. Nov. 1983         | 20th St. from 2nd to 6th Aves.                                                                                      | Phenix City   | 83003483 |                                                           |
| 16       | Morgan-Curtis House                                  |      | 3. Nov. 1983         | 1815 Abbott Dr. | Phenix City   | 83003484 |                                                           |
| 17       | Russell County Courthouse at Seale                   |      | 23. Mai 1974         | Courthouse Sq. | Seale         | 74000436 |                                                           |
| 18       | Samuel R. Pitts Plantation                           |      | 25. Juni 1992        | E of US 431, S of Southern RR tracks                                                                                | Pittsview     | 92000819 |                                                           |
| 19       | Shapre-Monte House                                   |      | 3. Nov. 1983         | 726 6th Ave. | Phenix City   | 83003485 |                                                           |
| 20       | Smith Residential Historic District                  |      | 3. Nov. 1983         | 20th St., 7th Ave., and 6th Court                                                                                   | Phenix City   | 83003486 |                                                           |
| 21       | Snow Valley Residential Historic District            |      | 3. Nov. 1983         | 11th and 12th Sts. at 11th Ave.                                                                                     | Phenix City   | 83003487 |                                                           |
| 22       | Uchee Methodist Church                               |      | 3. Juli 1997         | Russell County 22. 1.8 mi. W of jct. of Co. Rds. 65 and 22                                                          | Hatchechubbee | 97000654 |                                                           |
| 23       | Upper Twentieth Street Residential Historic District |      | 3. Nov. 1983         | 1201-1217 W. 20th St.                                                                                               | Phenix City   | 83003488 |                                                           |
| 24       | Yuchi Town                                           |      | 19. Juni 1996        | 0 | Fort Benning  | 95000453 | Hat außerdem den Status eines National Historic Landmarks |